# Dziemidkowo Wielkie
Dziemidkowo Wielkie, Dziemidkowo (biał. Вялікае Дзямідкава, Wialikaje Dziamidkawa) – wieś na Białorusi, w obwodzie grodzieńskim, w rejonie grodzieńskim, w sielsowiecie Odelsk.
W latach 1921–1939 Dziemidkowo należało do gminy Indura, powiatu grodzieńskiego w ówczesnym województwie białostockim.
Według Powszechnego Spisu Ludności z 1921 roku okolicę zamieszkiwało 191 osób, 190 było wyznania rzymskokatolickiego a 1 prawosławnego. Jednocześnie 190 mieszkańców zadeklarowało polską przynależność narodową a 1 inną. Było tu 32 budynki mieszkalne.
Miejscowość należała do parafii rzymskokatolickiej i prawosławnej w Indurze.
Podlegała pod Sąd Grodzki w Indurze i Okręgowy w Grodnie; właściwy urząd pocztowy mieścił się w Indurze.
Niedaleko wsi zlokalizowany był folwark, położony po drugiej stronie rzeki Bojarki, był tam jeden budynek mieszkalny. Folwark w Skorowidzu miejscowości z 1933 określany jest jako Dziemidkowo II.